# Anse Mendelssohn

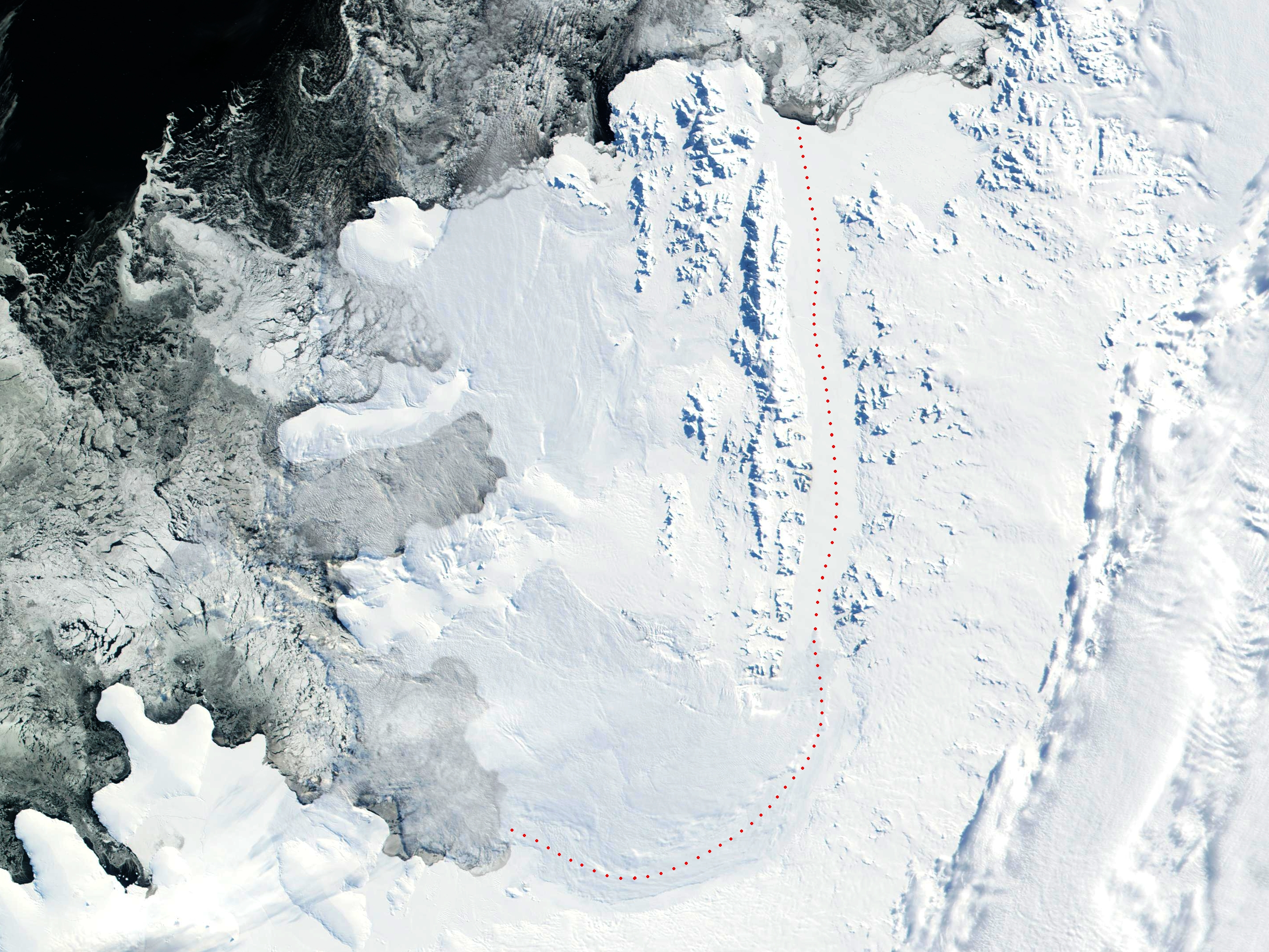
Île Alexandre-Ier (au nord-ouest des pointillés rouge).

L'anse Mendelssohn (en anglais Mendelssohn Inlet) est une petite baie de glace, longue de 25 km et large de 9 km, s'étendant entre la péninsule Derocher (en) et la péninsule Eroica (en), qui indente la partie sud de la péninsule Beethoven, dans la partie sud-ouest de l'Île Alexandre-Ier en Antarctique.
Elle a été cartographiée pour la première fois par le United States Antarctic Program, entre 1939 et 1941, puis des photos aériennes ont été prises par l'Expédition Ronne en 1947–1948, puis encore par D. Searle du British Antarctic Survey en 1960. Elle a été nommée par le UK Antarctic Place-Names Committee en hommage au compositeur allemand Felix Mendelssohn.